# انتخابات الرئاسة الإيرانية 2021
انتخابات الرئاسة الإيرانية لعام 2021، هي الانتخابات الرئاسية الإيرانية الثالثة عشرة منذ قيام نظام إيران تحت قيادة ولاية الفقيه. يمكن إجراء الانتخابات الرئاسية في إيران في وقت مبكر عن ذلك المجدول مسبقًا متى ما تطلّبت ظروف استثنائية ذلك، مثل تنحية الرئيس أو استقالته أو وفاته. ستُجرى هذه الانتخاب لانتخاب رئيس الجمهورية الإسلامية الإيرانية، خلفًا للرئيس الإيراني الحالي حسن روحاني، الذي ينص الدستور الإيراني على عدم أهليتهِ للترشّح لإعادة انتخابه للمرة الثالثة، لأنه سينهي عند إجراء هذه الانتخابات فترتين رئاسيتين قضاهما في المنصب مدة كل منهما أربع سنوات. فُتِح باب الترشّح في بداية شهر أبريل 2021، وأُعلن عن القائمة شبه النهائية للمرشحين في 25 مايو 2021، ثم اعتمدت دون أي تغيير رغم الانتقادات التي طالت مجلس صيانة الدستور بسبب وصمه لشخصيات من صلب النظام الحاكم بعدم الأهلية. عقدت الانتخابات في صباح يوم الجمعة 18 يونيو 2021 الموافق 28 خرداد 1400 هجري شمسي، وامتدت حتى الساعة الثانية من صباح يوم السبت بعد أن مددت فترة التصويت لثلاث مرات بسبب ضعف الإقبال الجماهيري.
أعلن في صباح يوم السبت، 19 يونيو 2021، عن فوز إبراهيم رئيسي بالانتخابات بعد حصوله على 17,926,345 صوتًا بنسبة 61.95% من أصوات الناخبين المشاركين و29.77% من أصوات الناخبين المسجلين، ليصبح إثر ذلك الرئيس الإيراني الثامن المنتخب في منذ قيام نظام الجمهورية الإسلامية بنسبة مشاركة شعبية بلغت 48.8% حسب الأرقام الرسمية، ومن المتوقع أن تقام مراسم تنصيبه في 5 أغسطس 2021.

## المرشحون

### المؤهلون
أصدرت وزارة الداخلية القائمة الرسمية للمرشحين المؤهلين من قبل مجلس صيانة الدستور في 25 مايو 2021. وقد وافق المجلس على المرشحين السبعة التالية أسماؤهم:
- أمير حسين قاضي زاده، عضو في مجلس الشورى الإسلامي (إيران) (منذ 2008)[5]
- عبد الناصر همتي، الرئيس السابق للبنك المركزي للجمهورية الإسلامية الإيرانية (2018–2021)
- إبراهيم رئيسي، الرئيس الحالي للسلطة القضائية الإيرانية (منذ 2019)[6]
- محسن رضائي، القائد السابق للحرس الثوري الإيراني (1981–1997)

| أمير حسين قاضي زاده سياسي أصولي | عبد الناصر همتي سياسي إصلاحي | إبراهيم رئيسي سياسي أصولي | محسن رضائي سياسي أصولي |

### المرشحون المنسحبون
- محسن مهر علي زاده، محافظ سابق لأصفهان (2017–2018)[7]
  - في 16 يونيو 2021 أعلن المرشح محسن مهر علي زادة انسحابه من سباق الانتخابات الرئاسية. ولم يوضح المرشح الإصلاحي سبب انسحابه، لكن أفادت تقارير إخبارية في وقت سابق أن انسحاب محسن مهر علي زاده سيكون لصالح المرشح عبد الناصر همتي.[8]
- علي رضا زاكاني، الرئيس الحالي لمركز دراسات المجلس (منذ 2020)
  - في 16 يونيو أعلن المرشح الأصولي علي رضا زاكاني انسحابه من الانتخابات الرئاسية لصالح المرشح إبراهيم رئيسي معتبرًا أن «رئيسي مرشحًا صالحًا». وأضاف: «سأصوت له بنفسي، وآمل أن يتم إجراء إصلاحات جوهرية في إيران بعد انتخابه».[9]
- سعيد جليلي، الأمين العام السابق للمجلس الأعلى للأمن القومي الإيراني (2007–2013)
  - في 16 يونيو أعلنت وكالة تسنيم الإيرانية عن انسحاب المرشح الأصولي سعيد جليلي من الانتخابات الرئاسية لصالح المرشح إبراهيم رئيسي، بينما نفى مرتضى فيروز آبادي، المتحدث باسم الحملة الانتخابية لجليلي، تلك الأنباء، قائلًا: «ليست هناك نية للانسحاب من سباق الانتخابات الرئاسية، وحملتنا الانتخابية تواصل أنشطتها، واستكملنا خططنا بنهاية يوم الأربعاء». وكان جليلي في وقت سابق من ذلك اليوم قد أعلن عن رفضه الانصياع لدعوات المتشددين للانسحاب من سباق الانتخابات الرئاسية لصالح رئيسي الذي يعد جليلي أحد منافسيه،[10] ثم ما لبث أن أكد نبأ انسحابه في مساء ذلك اليوم.

## النتائج
| مرشح                        | مرشح                        | حزب                               | آراء       | %      |
| --------------------------- | --------------------------- | --------------------------------- | ---------- | ------ |
|                             | إبراهيم رئيسي               | جمعية علماء الدين المجاهدين       | 17,926,345 | 72.38% |
|                             | محسن رضائي                  | جبهة المقاومة الإسلامية الإيرانية | 3,412,712  | 13.78% |
|                             | عبد الناصر همتي             | كوادر البناء                      | 2,427,201  | 9.80%  |
|                             | أمير حسين قاضي زاده         | ثبات الثورة                       | 999,718    | 4.04%  |
| الأصوات الصالحة             | الأصوات الصالحة             | الأصوات الصالحة                   | 24,765,976 | 85.60% |
| أصوات فارغة أو غير صالحة    | أصوات فارغة أو غير صالحة    | أصوات فارغة أو غير صالحة          | 4,167,028  | 14.40% |
| إجمالي الأصوات المدلى بها   | إجمالي الأصوات المدلى بها   | إجمالي الأصوات المدلى بها         | 28,933,004 | 100%   |
| الناخبين المسجلين / الإقبال | الناخبين المسجلين / الإقبال | الناخبين المسجلين / الإقبال       | 59,310,307 | 48.78% |
| مصادر: إيران انترناشيونال   |                             |                                   |            |        |

## انتقادات
أشارت وسائل إعلام إيرانية ودولية إلى أن مجلس صيانة الدستور قد عبّد الطريق أمام إبراهيم رئيسي للوصول إلى سدّة الرئاسة بعد أن أزاح كل منافسيه الحقيقيين من الانتخابات عبر رفض أهليتهم، ومنهم رئيس مجلس الشورى الإسلامي السابق علي لاريجاني والرئيس الإيراني الأسبق محمود أحمدي نجاد الذي وصف الانتخابات بالمُهندسة سلفًا والذي أعلن عن مقاطعته إياها مشاركة ودعمًا وتصويتًا، وغيرهما من الشخصيات السياسية البارزة في إيران، وقد وُصِف المرشحون الذين نافسوه بأنهم شكليون مدفوعون لإعطاء شرعية للانتخابات التي اقتصرت على مخاطبة الأصوليين الإيرانيين بعد أن استُبعِد مرشحو التيار الإصلاحي من الانتخابات. وصفت انتخابات الرئاسة الإيرانية الثالثة عشرة بالأقل زخمًا والأقل إقبالًا جماهيريًّا بعد دعوات للامتناع عن التصويت، وهو ما أدّى إلى تمديد فترة الاقتراع لثلاث مرات حتى الساعة الثانية من صباح يوم السبت بالتوقيت المحلي (21:30 بتوقيت غرينتش ليل الجمعة) بسبب ضعف الإقبال على الانتخابات.